# キングスマン
『キングスマン』（原題: Kingsman: The Secret Service）は、2014年のイギリス・アメリカ合衆国のアクション・スパイ映画。監督はマシュー・ヴォーン、脚本はジェーン・ゴールドマンとヴォーンが務めた。出演はタロン・エガートンとコリン・ファースなど。

## 概要
映画「キングスマン」シリーズの1作目。原作はマーク・ミラーとデイヴ・ギボンズによるコミック『キングスマン:ザ・シークレット・サービス』。
2014年12月13日にバット・ナム・ア・トーンでプレミア上映され、2015年1月29日に英国で、2015年2月13日に米国で20世紀フォックスによって劇場公開された。全世界で4億1,400万ドル以上の興行収入を記録し、ヴォーン監督のこれまでの作品の中で最も商業的に成功した作品となった。2015年にはエンパイア賞の英国映画賞を受賞した。
2017年に続編『キングスマン:ゴールデン・サークル』が公開され、2021年12月には前日譚となる『キングスマン:ファースト・エージェント』が公開された。

## ストーリー
諜報機関キングスマンの一員でガラハッドのコードネームを持つハリー・ハートは任務中にミスを犯し、同行していた候補生リーの犠牲によって部隊全員の命を救われる。ハリーはリーの遺族の助けになろうとするが、彼の妻であるミシェルに拒絶されてしまい、仕方なく幼い息子エグジーに1枚のメダルを渡して立ち去った。
17年後、キングスマンの1人であるランスロットが任務中に亡くなってしまう。彼はある傭兵部隊の偵察中に、拉致されていたアーノルド教授の救出を試みたのだが、それに失敗したのだ。キングスマンのリーダーであるアーサーはハリーを呼び出し、ランスロットの後任選出と任務の引き継ぎを指示する。
一方その頃、成長したエグジーはロンドンの下流家庭でミシェルとその再婚相手ディーンと暮らしており、現在は街の不良として荒んだ生活を送っていた。ある日、敵対する不良グループへの仕返しに彼らの車を盗んだところを逮捕されてしまったエグジーは、幼い頃に手渡されたメダルを取り出し「困ったら頼れ」と言われていた裏面の番号に電話を掛ける。すると、間もなくしてエグジーは釈放された。
不思議に思いながら警察署から出てきたエグジーを待っていたのは、立派なオーダースーツに身を包んだハリーだった。エグジーの経歴を知るハリーは、命の恩人で勇敢な男だったリーの息子が、優れた知能や身体能力を持ちながら、それを活かせていない現状に苦言を呈し始める。境遇や環境が悪いとエグジーが反論していると、そこに不良グループが現れてエグジーに絡み出した。不良グループから暴言を浴びせられたハリーは、「マナーが 作るんだ 人間を（Manners maketh man.）」と発言すると、華麗な戦闘技術で不良グループを撃退してしまう。驚いたエグジーは、このことを一切口外しないと約束し、去っていくハリーを見送った。
エグジーが帰宅すると、不良グループのリーダーであるディーンは激怒していた。彼は暴行によってエグジーからハリーの情報を聞き出そうとするが、エグジーは約束通り口を噤む。密かに仕掛けた盗聴器でその様子を確認したハリーはエグジーに助け舟を出し、ロンドンのサヴィル・ロウにある高級テーラー「キングスマン」に来るように告げてきた。テーラーに辿り着いたエグジーは、ハリーからどの国にも属さない中立の諜報機関キングスマンに勧誘され、その場で快諾する。
2人はテーラーの地下深くからキングスマンの本部へと移動し、エグジーを含む候補生から新たなランスロットを選出する試験が始まった。他の候補生は誰もが上流階級の出身で、行われる試験は死者が出るほど過酷だったが、エグジーは相棒として選んだパグのJBと共に試験を突破していく。数ヵ月後、最後まで勝ち抜いたのはエグジーと、彼に対等な態度で接していたロキシーだった。
その一方でハリーは、生還し普通に暮らすアーノルド教授に接触し、ランスロットの死の真相を探ろうとしていた。しかし、アーノルド教授の首に埋め込まれていたチップが爆発し、教授は死亡してしまう。ハリーも昏睡状態に陥ったがやがて回復し、アーノルド教授を殺した犯人が、IT事業で成功した慈善活動家のリッチモンド・ヴァレンタインの関係者だと知る。身分を偽って彼と食事をしたハリーはとある教会の情報を掴むが、スパイの関与を疑うヴァレンタインもハリーを警戒していた。
最終試験に臨んだエグジーとロキシーはそれぞれ別の部屋に呼ばれ、「相棒の犬を射殺しろ」と銃を手渡される。しかし、エグジーは引き金を引くことができず、指示に従ったロキシーが新たなランスロットに任命された。失望するハリーに抗議するエグジーだったが、最終試験の銃に込められていたのは空砲であること、試験で死んだと思われていた候補生も実は生きていることを明かされる。真実を知って悔やむエグジーに対し、ハリーは仕切り直しを約束して任務へと赴いていく。
ハリーが訪れたのは情報を掴んだ教会だったが、集まった人々の中にヴァレンタインはおらず、ハリーは教会から立ち去ろうとした。その直後、ヴァレンタインが無料配布したSIMカードのプログラムが作動すると、ハリーを含む教会内の人々が凶暴化して殺し合いが始まる。ハリーがキングスマンだと気付いていたヴァレンタインは、唯一の生存者となったハリーに仕組みを明かすと、その手で彼を射殺する。
ハリーのメガネから送られる映像で一部始終を見ていたエグジーは、キングスマンの本部に向かってリーダーのアーサーに直訴を試みる。アーサーはハリーを思って2人で酒を飲もうと提案するが、彼の首にはアーノルド教授と同じくチップの手術痕があった。それに気付いたエグジーは機転を利かせ、自分を毒殺しようとしたアーサーを返り討ちにする。
ヴァレンタインの計画は、特殊なチップを埋め込んだ人間以外をSIMカードの凶暴化プログラムで殺し合わせ、人口を間引くというものだった。誰が裏切り者か分からない中、エグジーはロキシーと、キングスマンを補佐するマーリンを合わせた3人で、ヴァレンタインの計画を阻止することになる。
人工衛星の破壊に向かったロキシーはなんとか成功したが、選ばれし人間が集まるヴァレンタインの秘密基地に潜入したエグジーは、元候補生のチャーリーが招かれていたことで正体が露見してしまう。追っ手を華麗に撃退しながらドックにあるマーリンの待つ飛行機に戻ると、SIMカードのプログラム起動は一旦阻止できたものの、肝心のプログラム本体を直接破壊する必要があると判明する。
再び秘密基地内部に戻ったエグジーだが、物量に押されて窮地に陥り、マーリンにも危機が迫っていた。しかし、間一髪のところでチップの爆破命令を利用することを思いつき、チップを埋め込んだ兵士と著名人を全員爆死させる。ヴァレンタインは別の人工衛星を利用して世界中で凶暴化プログラムを起動するも、エグジーは立ちはだかる女殺し屋のガゼルを打ち破り、ヴァレンタインを殺して通信を止めることができた。
後日、正式にキングスマンのエージェントとなったエグジーは、DVを行うディーンからミシェルを救い出すため故郷に戻っていた。ミシェルを渡すまいと暴言を吐くディーンに対してエグジーは、かつてのハリーが不良グループを相手にしたシーンを想起させる行動を行い、物語は終わる。

## キャスト
※括弧内は日本語吹替
ゲイリー・“エグジー”・アンウィン
演 - タロン・エガートン（木村昴）
人生を諦めた不良青年。優れた能力を持っており、海兵隊へ入隊した時期もあったが、息子の死を恐れた母ミシェルの影響で除隊している。ハリーによってキングスマンにスカウトされ、亡き父もまたキングスマン候補生であったことを知る。
ハリー・ハート
演 - コリン・ファース（森田順平）
キングスマンのベテランスパイ。コードネームはガラハッド。キングスマンに出自は関係ないとして、17年前にエグジーの父リーをキングスマンに勧誘した。
リッチモンド・ヴァレンタイン
演 - サミュエル・L・ジャクソン（玄田哲章）
IT事業で成功した大富豪で、環境問題に関心を寄せている。血を見ると嘔吐してしまう性質。実は著名人の失踪事件の首謀者で、地球を救うために人口を減らす世界規模の計画を進めている。
マーリン
演 - マーク・ストロング（加藤亮夫）
キングスマンを補佐する男性。候補生を指導する教官でもある。
アーサー
演 - マイケル・ケイン（佐々木敏）
キングスマンのリーダー。本名はチェスター・キング。「キングスマンには上流階級出身者が相応しい」と考えている。
ロクサーヌ・モートン
演 - ソフィー・クックソン（下山田綾華）
キングスマン候補生。愛称はロキシーで、推薦者はパーシヴァル。上流階級出身でありながら、エグジーを見下さない数少ない人間。高所恐怖症。
ガゼル
演 - ソフィア・ブテラ（沢城みゆき）
ヴァレンタインの部下である、両足が義足の殺し屋。義足に仕込んだ鋭利な刃物を使って戦う。
ミシェル・アンウィン
演 - サマンサ・ウォマック
エグジーの母親。再婚相手のディーンとの間に幼い子供がいる。自堕落な生活を送っており、ヴァレンタインの無料SIMカードも丸1日並んで手に入れた。夫を亡くしたことで身内の死に対して過敏になっている。
ディーン・ベイカー
演 - ジェフ・ベル（後藤哲夫）
ミシェルの再婚相手。不良グループのリーダーでエグジーやミシェルに暴力を振るう。
チャーリー・ヘスケス
演 - エドワード・ホルクロフト（櫻井トオル）
キングスマン候補生。上流階級出身でエグジーを見下しており、他の候補生と一緒にエグジーへ嫌がらせ行為を行う。
アーノルド教授
演 - マーク・ハミル（あべそういち）
フルネームはジェームズ・アーノルド。ガイア理論を提唱する学者。
ランスロット
演 - ジャック・ダヴェンポート（桐本琢也）
キングスマンのベテランスパイ。アーノルド教授の救出を試みるが、その場に現れたガゼルに殺害される。17年前、エグジーの父リーが亡くなった任務に同じ候補生として同行していた。
ティルデ王女
演 - ハンナ・アルストロム（佐古真弓）
スウェーデンの王女。ヴァレンタインの計画に反対し、秘密基地に監禁されている。潜入中のエグジーに「世界を救ったらイイコトしましょ」と約束する。
スウェーデンの首相
演 - ビョルン・フローバルグ（浦山迅）
ヴァレンタインの考えに賛同した1人。内心は共和主義であり、ティルデ王女をあっさりと見捨てる。
リー・アンウィン
演 - ジョノ・デイヴィース
エグジーの父親。元キングスマン候補生。17年前の任務中、敵の自爆攻撃からハリーを庇って殉職した。
JB
エグジーが訓練の一環として育てることになったパグ。名前の由来は『24 -TWENTY FOUR-』のジャック・バウアー。

## 製作

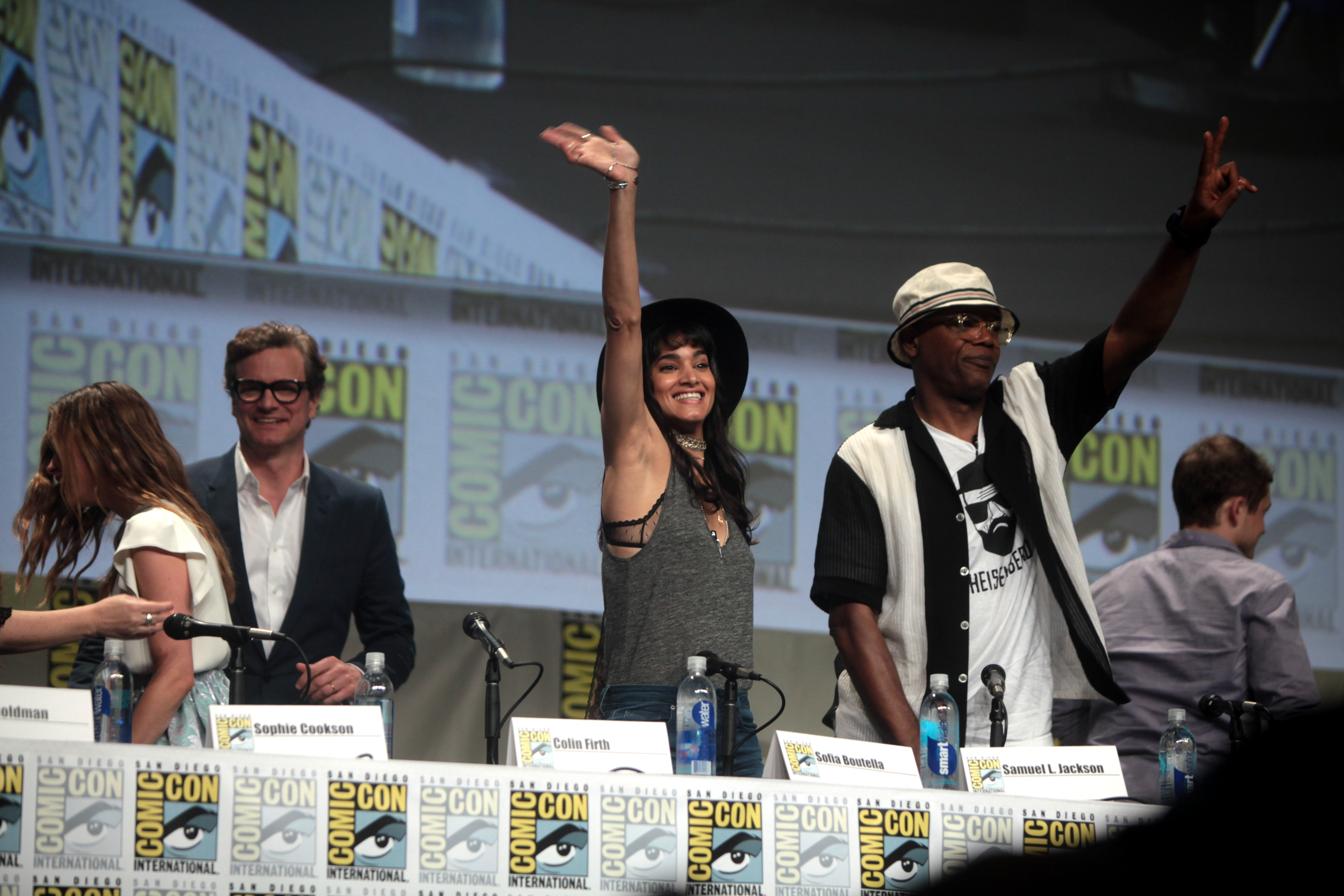
サンディエゴ・コミコンでの製作会見（左からソフィー・クックソン、コリン・ファース、ソフィア・ブテラ、サミュエル・L・ジャクソン、タロン・エガートン）

原作者のマーク・ミラーとプロデューサーのマシュー・ヴォーンが対談で、近年のスパイ映画がシリアスな内容ばかりになっていることを嘆き、「楽しいスパイ映画を作りたい」と思い立ったことが映画化のきっかけとなった。ヴォーンは企画を実現させるために『X-MEN:フューチャー&パスト』の製作を降板したが、彼はこの決断を「本当に厳しい決断だった」と述べている。
2013年4月29日にコリン・ファースが出演することが発表された。悪役にはレオナルド・ディカプリオが検討されていると報じられていたが、ヴォーンは報道について「私がローマ教皇になるようなものだ」と述べて否定している。ヴォーンはヒロイン役には、候補に挙がっていたエマ・ワトソンやベラ・ヒースコートではなく新人が相応しいと考え、9月にソフィー・クックソンを起用したことを発表した。また、マーク・ハミルがアーノルド教授役でカメオ出演することが発表された。この他にもアデル、エルトン・ジョン、レディー・ガガ、デビッド・ベッカムのカメオ出演が報じられたが、いずれも噂止まりで実現しなかった。
2013年10月6日から主要撮影がサリーで始まり、製作費は『007 スカイフォール』の3分の1程度と報じられた。エグジーの自宅のシーンはアレクサンドラ・ロード・エステート、その他の幾つかのシーンはインペリアル・カレッジ・ロンドンで撮影されている。南ロンドンのケニングトンでは戦闘シーンやカーアクションが撮影され、衣装を提供したサヴィル・ロウのハンツマンで仕立て屋のシーンが撮影された。
2014年5月にヘンリー・ジャックマンとマシュー・マージェソンが音楽を担当することが発表され、7月にはゲイリー・バーロウが映画のために作曲していることが発表された。また、エンディングにはテイク・ザットの「III」が使用されている。

## 公開
2015年1月14日にロンドンでプレミア上映が行われ、監督のヴォーン、主要キャストのファース、エガートン、ストロングが出席し、テイク・ザットが主題歌を生演奏した。同日にグラスゴーでもイベントが開催され、ロンドンのプレミア上映の映像が劇場で上映された。
1月29日にイギリスで公開され、アメリカでは公開時期が二転三転した挙句、2月13日に公開された。ラテンアメリカとインドネシアでも公開されたが、教会の殺戮シーンがカットされた状態での公開となり、ヴォーンや評論家が重要なシーンと指摘するシーンは上映されなかった。

## 興行収入
興行収入は4億ドルを記録し、イギリスで2億4,200万ドル、アメリカで2億8,300万ドルを記録している。1月30日にスウェーデン・アイルランド・マルタで公開され、イギリスでは初日で650万ドルの収益を上げ、ランキング第2位の成績を記録した。翌週にはオーストラリア・ニュージーランドで公開され、オーストラリアでは360万ドルの収益を上げた。第3週には39か国4,844スクリーンで公開され、2,300万ドルの興行収入を記録した。第4週には54か国5,940スクリーンで3,340万ドルの興行収入を記録した。アメリカでは初日に1,040万ドル、2日目に1,540万ドル、3日目に1,040万ドルを記録し、第1週で3,260万ドルの収益を上げ、ワシントン誕生日を含む4日間で4,180万ドルの興行収入を記録した。北米以外の地域で最大の興行収入を記録したのは中華人民共和国の2,790万ドルだった。その他の地域では韓国が530万ドル、ロシア・CISが360万ドル、台湾が430万ドル、フランスが330万ドルとなっている。

## 評価
『キングスマン』は「スパイ映画の復活」として高い評価を受けている。Rotten Tomatoesには225件のレビューが寄せられ、支持率74%、平均評価6.8/10点となっており、「スタイリッシュで破壊的であり、何よりも楽しい」と批評されている。Metacriticには39件のレビューが寄せられ平均評価58/100点、Movie Review Query Engineには108件のレビューが寄せられ平均評価63/100点、CinemaScoreでは「B+」評価となっている。ローリング・ストーンのピーター・トラヴァースは、「この英国秘密エージェントのスラムバン・アクション映画には心を揺さぶられた。『キングスマン』はとめどなく楽しい映画です」と批評している。ガーディアンのジョーダン・ホフマンは、「この映画には007の精神が全て詰まっている。ヴォーンの脚本には楽しさを追及するライセンスがあり、製作に関わった者の誰もが、この狂ったジェームズ・ボンドの創造から逃げずにいたと信じています」と批評し、クリストファー・ノーランの映画と比較して「マイケル・ケインの存在にもかかわらず、『キングスマン』はノーラン方式のスーパーヒーロー映画とは遠い場所にあります。真実は、頻繁に起きる豊満な笑いのために現れます」と述べている。
高い評価の一方で、「コメディー映画として許容できない暴力描写がある」として批判も受けている。ザ・ニューヨーカーのアンソニー・レーンは、「多くの観客は『キングスマン』の勇敢な製作に拍手を送るでしょう」と評価しながらも、ステレオタイプな内容を批判している。ニューヨーク・タイムズのマノラ・ダージスも「映画自体は楽しいもの」と評価したが、暴力描写については批判している。ガーディアンのジェイソン・ワードは「『キングスマン』の全ては、それが保守的であるという事実を隠すために描かれている」として、「ヴァレンタインの計画は環境主義者を悪者扱いしており、シリアスではなかった古いスパイ映画への逆行だ」と批判している。The A.V. Clubのイグナティー・ヴィスネベトウキーは、「『キングスマン』は紳士的な映画ではなく、参考にしているスパイ映画と比べて非常に反動的です。映画は、貴族的な装飾やデザインなど、少なくとも視覚的な観点からは楽しむことが出来ます」と批評している。RogerEbert.comのピーター・ソブチンスキは四つ星満点中二つ星を与え、ヴォーンの映画を「『スクリーム』のスパイ映画版」と述べ、漫画的な描写にもかかわらず過剰な暴力が描かれている点を批判した。この他にも、映画の最後のシーンで、007映画のパロディとして描いたアナルセックスのギャグについても批判を受けている。

## 受賞
| 年   | 映画賞                 | 賞               | 対象         | 結果       |
| ---- | ---------------------- | ---------------- | ------------ | ---------- |
| 2016 | 第39回日本アカデミー賞 | 最優秀外国作品賞 | キングスマン | ノミネート |